# 宝塚GRAPH
宝塚GRAPH（たからづかぐらふ）は宝塚歌劇団の機関誌。月刊誌、毎月20日発売。1936年創刊。AB判サイズ。発行元は宝塚クリエイティブアーツ。

## 概要
- 宝塚歌劇団の機関誌の中で歌劇に次いで歴史がある機関誌である。
- 歌劇が読み物の記事が多いのに対して、宝塚GRAPHはポートレイトなどが多い。そのため、カラーページの比率が歌劇より多くなっている。
- 表紙は各組のトップスターをはじめ、主要な男役スター、トップ娘役が登場する。トップスターが退団する月は「サヨナラ特集号」として表紙を飾ることが通例となっている。
- 戦後の復刊号では、当時宝塚歌劇の出版部に岩谷時子が在籍しており、手塚治虫も挿絵の漫画を提供していた。
- 1989年から2011年までは、篠山紀信が表紙とカバースナップの撮影を担当していた。
- 生徒の生い立ちをイラストレータのますっくがマンガで解説するコーナーの『波瀾爆笑!?我が人生』は、単行本化もされた。

## 略歴
- 1936年、創刊。当時の表記は「寶塚グラフ」。表紙は二條宮子。
- 1938年、増刊号として、所属劇団員全員の写真入りプロフィールを収めた「寶塚をとめ」が発行される。のちに、「宝塚おとめ」として毎年刊行されるようになった。
- 1940年、第二次世界大戦時下により休刊を余儀なくされる。
- 1947年、復刊を果たす。復刊号の表紙は神代錦。
- 1955年、復刊100号を達成。表紙は春日野八千代。
- 1964年、復刊200号を達成。表紙は甲にしき。
- 1972年、復刊300号を達成。表紙は瀬戸内美八。
- 1975年、臨時増刊号として「宝塚ステージアルバム」が発行された。
- 1980年、復刊400号を達成。表紙は麻実れい。
- 1989年、復刊500号を達成。表紙は大浦みずき。
- 1997年、復刊600号を達成。表紙は真矢みき。
- 1998年、表記を「宝塚GRAPH」に変更し、表紙を篠山紀信が担当。
- 2005年、復刊700号を達成。表紙は轟悠。
- 2014年1月号にて復刊800号を達成。表紙は轟悠。

## 現在の主な連載
Cover Special
撮影は渞忠之が担当。
舞台ポートレイト
ポートレイト（オフショット）
GRAPHスペシャルピンナップ　
トップスター、トップ娘役、二番手男役スターを中心に毎月変わる。折り込みページ。

## 参照
- TAKARAZUKA SKY STAGE

「宝塚GRAPHの歩み」
- 宝塚スタディー＃１７「歌劇と宝塚グラフのあゆみ」＜前編＞ スカイステージ 番組詳細ページ
- 宝塚スタディー＃１８「歌劇と宝塚グラフのあゆみ」＜後編＞ スカイステージ 番組詳細ページ